# Cinchona calisaya
Cinchona calisaya är en måreväxtart som beskrevs av Hugh Algernon Weddell. Cinchona calisaya ingår i släktet Cinchona och familjen måreväxter. Inga underarter finns listade i Catalogue of Life.